# Dietmar Schmidt
Dietmar Schmidt, nemški rokometaš, * 29. april 1952, Zwickau.
Leta 1980 je na poletnih olimpijskih igrah v Moskvi v sestavi vzhodnonemške rokometne reprezentance osvojil zlato olimpijsko medaljo.